# Ture Stensson (Bielke) (död 1439)
Ture Stensson (Bielke), född omkring 1416, död 23 oktober 1439, var ett svenskt riksråd och lagman.

## Biografi
Stensson föddes omkring 1416. Han var son till Sten Turesson (Bielke) och Margareta Karlsdotter (Sparre). Stensson var väpnare och blev 1436 riksråd. Han blev 6 mars 1438 lagman i Upplands lagsaga och var samtidigt från början av år 1439 hövitsman på Älvsborgs slott. Stensson avled 1439 och begravdes 29 oktober i Vadstena.
Han var sonson till Ture Bengtsson (Bielke) den yngre och äldre bror till Knut Stensson (Bielke).[källa behövs]